# 베다트 무리치
베다트 무리치(알바니아어: Vedat Muriqi, 1994년 4월 24일 ~ )는 코소보의 축구 선수로 현재 스페인 라리가의 RCD 마요르카에서 공격수로 활동 중이며 코소보 축구 국가대표팀의 일원으로도 활약하고 있다.